# 洮南市
洮南市是吉林省白城市下辖的一个县级市。市人民政府驻光明街道。

## 历史

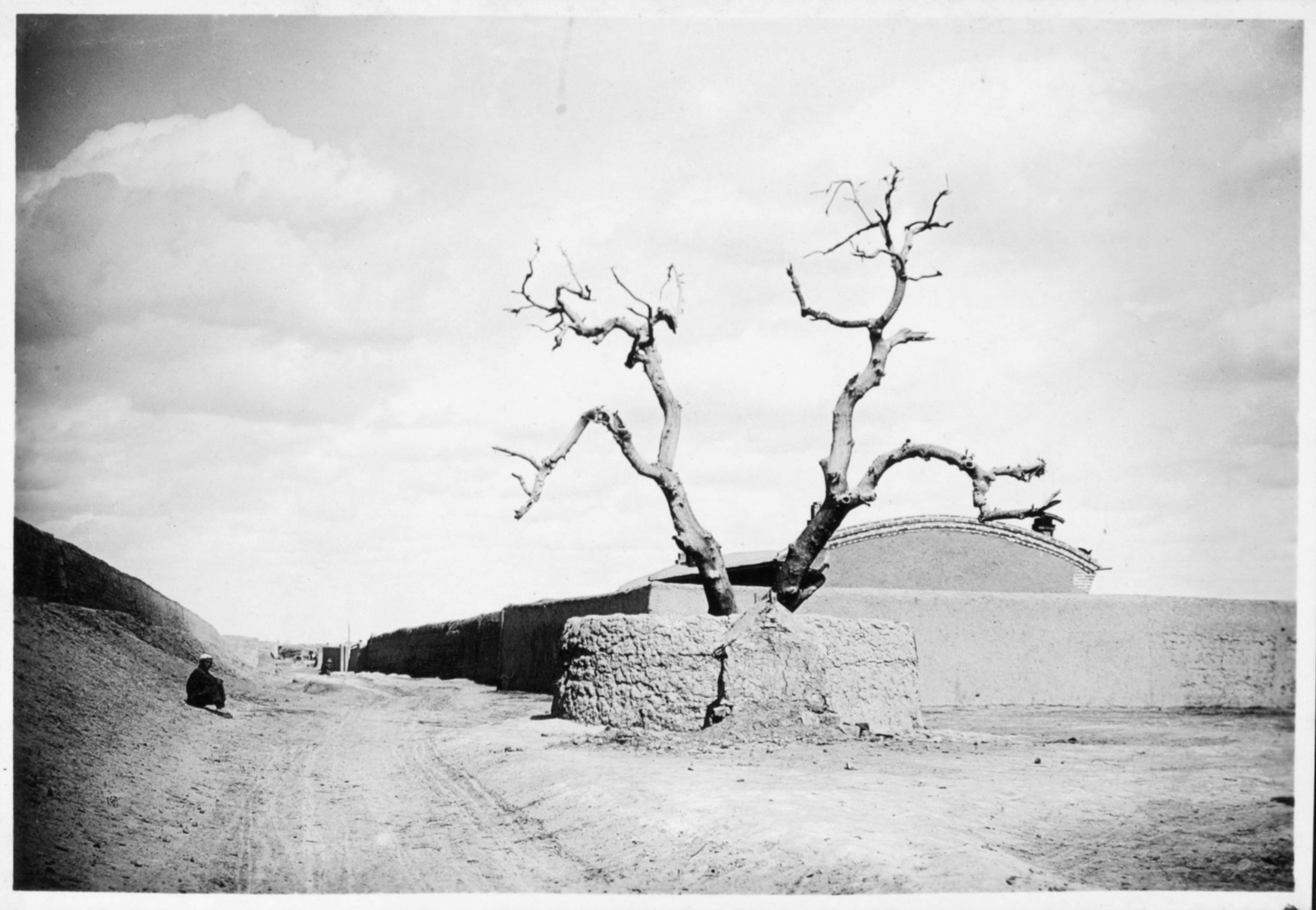
1920年代，洮南城北的一棵枯树

因治所位于洮儿河南岸而得名。其辖境内的四家子古城，曾是辽上京道泰州和德昌节度使、金北京路泰州、元开元路泰宁府、明泰宁卫的治所。
清初属科尔沁右翼前旗。清光绪二十八年（1902年）属扎萨克图蒙荒行局。光绪三十年（1904年）于双流镇设置洮南府，领靖安、开通等县，隶属盛京将军管辖。光绪三十三年三月（1907年4月），改隶奉天省。
1913年2月，废府改为洮南县，隶属奉天省北路道。1914年6月，改隶洮昌道。1929年2月，废止道制，改由辽宁省（奉天省改称）直辖。满洲国治下，初隶奉天省，1934年12月划归龙江省管辖。1945年11月，洮南县划归嫩江省管辖。1946年1月，改隶吉江行政区；3月，划归嫩南行政区；4月，将庆平、永平等10个村划出，设置洮北县，驻瓦房村；洮南县改隶辽吉行政区。1947年1月，划归辽北省管辖。1948年7月，划归嫩江省管辖。1949年5月，撤销嫩江省，划归黑龙江省管辖。
1954年8月，划归吉林省白城子区专员公署；9月15日，正式划归吉林省管辖，隶属白城专区。1958年11月21日，经国务院批准，将白城县与洮南县合并，改为洮安县，县人民委员会驻洮南镇。1987年5月21日，国务院批准，撤销洮安县，设立县级洮南市，以原洮安县的行政区域为洮南市的行政区域；同年7月正式撤县建市。洮南市设立后仍归白城地区行署管辖。1993年，将洮南市划归吉林省直辖，由白城市代管。

## 行政区划
洮南市下辖8个街道办事处、6个镇、8个乡、2个民族乡：
团结街道、富文街道、光明街道、兴隆街道、永康街道、通达街道、向阳街道、洮府街道、瓦房镇、万宝镇、黑水镇、那金镇、安定镇、福顺镇、胡力吐蒙古族乡、万宝乡、聚宝乡、东升乡、野马乡、永茂乡、蛟流河乡、大通乡、二龙乡、呼和车力蒙古族乡、东方红畜牧场、永茂林场和市原种场。

## 人口
根据第七次全国人口普查结果，截至2020年11月1日零时全市常住人口为307215人。

## 特产
洮南香酒、黑水西瓜：中国地理标志产品。